# 新北市政府民政局
新北市政府民政局，簡稱新北市民政局，為新北市政府一級機關，負責新北市的戶政、地方服務、兵役、生育及生命禮儀等事務，下轄10個科、室單位及管理18個戶政事務所、殯葬管理處等附屬機關。

## 組織

### 新北市府民政局
- 局長
  - 副局長
  - 主任秘書
    - 專門委員
    - 秘書

內部單位
- 地方行政科：區政監督、區里行政及組織、行政區劃（含里鄰編組調整）、區政諮詢委員會議、府會聯絡、輿情蒐集、公民養成訓練、公民會議、議員與里長福利互助業務、市旗、市徽及其他有關區政等事項。
- 地方自治科：地方自治、協辦公職人員選舉罷免及公民投票案、里民大會及基層會議、市民活動中心及公所行政大樓工程補助事項、小型基層建設、里基層建設工作經費等事項。
- 宗教禮俗科：寺廟登記及輔導、教會、祭祀公業（含法人）、宗祠、神明會、神壇、忠烈祠及宗教財團法人等輔導與管理、宗教興辦事業計畫審核、宗教法規研議訂定、宗教業務講習及績優宗教團體公益慈善、社會教化表揚及禮俗推展活動等事項。
  - 忠烈祠
- 戶政科：戶籍登記、戶籍行政、戶籍資料與道路命名及門牌編釘規劃推展、戶政人員教育訓練及戶政事務所業務監督考核、配合中央人口政策辦理宣導及推動、人口資料分析及法規彙總、國籍案件審查（準歸化、歸化）及停（居）留等業務法規彙總、外籍人士居留諮詢及轉介服務等事項。
- 兵役徵集科： 兵籍調查、徵兵體檢與複檢、入營前身高體重重測、抽籤、兵員掌控與配賦、徵集入營、資料移轉、僑民（生）歸化國籍與大陸來臺管理、預官預士考選、志願役入營、年度服替代役申請、入營驗退、提前退伍（役）、役男出境查證、妨害兵役移送法辦、役男體位核定、在學（因案）緩徵、免役、禁役及家庭因素申請服補充兵或替代役等事項。
- 兵役勤管科：義務役役男與其家屬權益、役男入營輸送作業、國民兵管理、後備軍人管理、替代役服勤管理及備役管理、軍人忠靈祠祭祀管理、全民防衛動員準備業務及協調申請國軍支援、本局災害防救規劃及綜整業務等事項。
  - 忠靈祠
- 秘書室：文書、檔案管理、公文管理、事務、出納、採購、財產管理、法制、研考、施政計畫、資訊管理、公共關係、新聞發布、綜合業務及不屬於其他各科、室之事項。
- 會計室：歲計、會計及統計事項。
- 人事室：人事管理事項。
- 政風室：政風事項。

### 所屬機關

#### 新北市政府殯葬管理處
- 處長
  - 副處長
    - 秘書

內部單位

- 業務科室有殯儀館(含火化場及服務中心) ：協助民眾處理殯儀禮俗、受理登記殯殮穿化淨環葬事務
- 殯儀管理課：

1.公立殯儀館、火化場規劃設置督導

2.私立殯儀館、火化場之申請設置核准及督導管理

3.殯葬服務業許可及輔導管理

4.違法從事殯葬服務業與違法殯葬行為裁處

5.殯葬消費資訊提供與消費者申訴處理等事項

- 墓政管理課：

1.受理私立公墓、骨灰（骸）存放設施之設置申請審核

2.環保葬申請作業管理

3.公私立公墓、骨灰（骸）存放設施督導管理

4.非公墓濫葬墳墓裁罰等事項

- 綜合企劃課：

1.公立公墓、骨灰（骸）存放設施規劃設置

2.殯葬設施專區規劃與設置

3.相關自治法規擬定等事項

- 秘書室 : 辦理文書事務、公文管理、出納、採購、財產、檔案、研考、資訊、公共關係、新聞發布、其他庶務事項
- 會計室 : 辦理歲計、會計、統計事項
- 人事室 : 辦理人事管理事項
- 政風室 : 辦理政風事項
- 三峽昇華園(火化場)：倡行國民喪葬禮儀、執行火化業務等事項

#### 戶政所
- 板橋戶政事務所
- 土城戶政事務所
- 新莊戶政事務所
- 新店戶政事務所（含深坑區所、石碇區所、坪林區所及烏來區所）
- 五股戶政事務所（含八里區所）
- 林口戶政事務所
- 淡水戶政事務所
- 中和戶政事務所
- 永和戶政事務所
- 三重戶政事務所
- 蘆洲戶政事務所
- 泰山戶政事務所
- 樹林戶政事務所
- 鶯歌戶政事務所
- 三峽戶政事務所
- 汐止戶政事務所
- 金山戶政事務所（含萬里區所、三芝區所及石門區所）
- 瑞芳戶政事務所（含平溪區所、雙溪區所及貢寮區所）

18個戶政事務所本所、11個區所、6個辦事處、2個工作站
| 名稱           | 所屬本所 | 主要服務區域 | 地址                             |
| -------------- | -------- | ------------ | -------------------------------- |
| 板橋戶政事務所 | 本所     | 板橋區       | 新北市板橋區中正路6號            |
| 土城戶政事務所 | 本所     | 土城區       | 新北市土城區和平路28號           |
| 新莊戶政事務所 | 本所     | 新莊區       | 新北市新莊區中華路1段1號2樓      |
| 新店戶政事務所 | 本所     | 新店區       | 新北市新店區北新路2段128號4樓    |
| 五股戶政事務所 | 本所     | 五股區       | 新北市五股區新城八路275號        |
| 林口戶政事務所 | 本所     | 林口區       | 新北市林口區仁愛路1段378號       |
| 淡水戶政事務所 | 本所     | 淡水區       | 新北市淡水區中山北路2段375號2樓  |
| 中和戶政事務所 | 本所     | 中和區       | 新北市中和區南山路236號4樓       |
| 永和戶政事務所 | 本所     | 永和區       | 新北市永和區竹林路200之1號       |
| 三重戶政事務所 | 本所     | 三重區       | 新北市三重區新北大道1段9號5、6樓 |
| 蘆洲戶政事務所 | 本所     | 蘆洲區       | 新北市蘆洲區集賢路245號8樓       |
| 泰山戶政事務所 | 本所     | 泰山區       | 新北市泰山區全興路212號4樓       |
| 樹林戶政事務所 | 本所     | 樹林區       | 新北市樹林區保安街1段285號       |
| 鶯歌戶政事務所 | 本所     | 鶯歌區       | 新北市鶯歌區仁愛路53號           |
| 三峽戶政事務所 | 本所     | 三峽區       | 新北市三峽區光明路71號5樓        |
| 汐止戶政事務所 | 本所     | 汐止區       | 新北市汐止區新台五路1段268號6樓  |
| 金山戶政事務所 | 本所     | 金山區       | 新北市金山區民生路67號           |
| 瑞芳戶政事務所 | 本所     | 瑞芳區       | 新北市瑞芳區中正路30號5樓        |
| 深坑區所       | 新店     | 深坑區       | 新北市深坑區深坑街55號2樓        |
| 石碇區所       | 新店     | 石碇區       | 新北市石碇區碇坪路一段88號       |
| 坪林區所       | 新店     | 坪林區       | 新北市坪林區坪林106之1號         |
| 烏來區所       | 新店     | 烏來區       | 新北市烏來區新烏路5段111號       |
| 八里區所       | 五股     | 八里區       | 新北市八里區訊塘路39號           |
| 萬里區所       | 金山     | 萬里區       | 新北市萬里區瑪鋉路123號2樓       |
| 三芝區所       | 金山     | 三芝區       | 新北市三芝區中山路1段32號        |
| 石門區所       | 金山     | 石門區       | 新北市石門區中山路66號           |
| 平溪區所       | 瑞芳     | 平溪區       | 新北市平溪區平溪街43號           |
| 雙溪區所       | 瑞芳     | 雙溪區       | 新北市雙溪區太平路62號           |
| 貢寮區所       | 瑞芳     | 貢寮區       | 新北市貢寮區朝陽街56號           |
| 海山辦事處     | 板橋     | 板橋區       | 新北市板橋區漢生東路195之1號     |
| 福營辦事處     | 新莊     | 新莊區       | 新北市新莊區四維路9號2樓         |
| 安康辦事處     | 新店     | 新店區       | 新北市新店區安康路2段120號3樓    |
| 員山辦事處     | 中和     | 中和區       | 新北市中和區中正路1163號3樓      |
| 民享辦事處     | 中和     | 中和區       | 新北市中和區民享街37號2樓之1     |
| 溪美辦事處     | 三重     | 三重區       | 新北市三重區溪尾街73號2樓        |
| 溪崑工作站     | 板橋     | 板橋區       | 新北市板橋區溪北路111號4樓       |
| 中興工作站     | 汐止     | 汐止區       | 新北市汐止區福德1路258號2樓      |

## 歷任局長
臺北縣政府民政局
| 姓名   | 任職期間                 | 備註                   |
| ------ | ------------------------ | ---------------------- |
| 邵恩新 | 52年12月20日至62年2月1日 |                        |
| 林豐正 | 62年3月1日至62年9月1日   |                        |
| 楊世宗 | 62年9月1日至68年4月1日   |                        |
| 陳延崑 | 68年4月1日至70年3月16日  |                        |
| 陳啓仁 | 70年3月16日至87年3月1日  |                        |
| 盧慶忠 | 87年3月1日至91年2月1日   |                        |
| 張宏陸 | 91年2月1日至94年9月15日  |                        |
| 黃麗足 | 94年9月15日至95年3月1日  | 副局長代理局長         |
| 黃麗足 | 95年3月1日至96年3月6日   |                        |
| 鄭昭雄 | 96年3月6日至96年4月9日   | 臺北縣政府參議代理局長 |
| 楊義德 | 96年4月9日至99年12月24日 |                        |

新北市政府民政局
| 姓名   | 任職期間                    | 備註 |
| ------ | --------------------------- | ---- |
| 李乾龍 | 99年12月25日至100年6月24日  |      |
| 陳嘉興 | 100年6月24日至101年8月16日  |      |
| 江俊霆 | 101年8月16日至107年12月25日 |      |
| 柯慶忠 | 107年12月25日至112年9月4日  |      |
| 林耀長 | 112年9月4日至今             |      |

## 外部連結
- 新北市政府民政局 （页面存档备份，存于）（中文）（英文）